# Allendale (Missouri)
Pour les articles homonymes, voir Allendale.
Allendale est une ville du comté de Worth, dans le Missouri, aux États-Unis,. Située à l'est du comté, elle est fondée en 1885 par Joel et William Allen.

## Démographie
Lors du recensement de 2010, la ville comptait une population de 53 habitants. Elle est estimée, en 2017, à 51 habitants.

### Source de la traduction
- (en) Cet article est partiellement ou en totalité issu de l’article de Wikipédia en anglais intitulé « Allendale, Missouri » (voir la liste des auteurs).